# 科尼科沃站
科尼科沃站（俄語：Конько́во，羅馬化：Kon'kovo，或譯馬嶺站）是莫斯科地鐵卡盧加－里加線的一個車站。

## 設計
此站在1987年11月6日卡盧加－里加線南延時啟用。